# The Coming of Abel Behenna
The Coming of Abel Behenna es una pequeña historia del Irlandés Bram Stoker. Fue publicada por primera vez en Reino Unido el 26 de marzo de 1893.

## Sinopsis
La historia comienza en el pequeño puerto de Cornualles en Pentcastle. Corrían los primeros días de abril y se asomaban los primeros días de calor, después de un largo y duro invierno. A lo alto se encontraba un alto peñasco donde caía un río que recorría todo el pueblo. A las orillas de este río se encontraban varias casas, pero dos eran las que sobresalían de las demás. En estas casas, vivían los dos hombres más ricos, jóvenes y apuestos del pueblo: Abel Behenna y Eric Sanson. Eran grandes amigos desde hacía años, tanto que Abel salvó la vida de Eric en alguna ocasión después de caer en el peñasco, cuyo fondo se encontraba lleno de cuevas y afiladas rocas. Era tan grande su afinidad que llegaron a enamorarse de la misma joven, Sarah Trefusis. Era la mujer más atractiva del pueblo y numerosos hombres la deseaban, pero solo estos dos hombres tenían posibilidad de casarse con ella. Pasaron todo un año tratando de conquistarla, saliendo con ella muchas veces juntos. El tiempo pasó y ellos empezaron a desesperarse. Así que ella les dijo que tomaría una decisión y les diría el 11 de abril. El día llegó. La madre de Sarah era una persona ambiciosa y de escasos valores, y vio en los pretendientes una oportunidad. Mandó a Sarah a dar un paseo e invitó a Abel y a Eric a platicar. Les dijo que Sarah no era capaz de tomar una decisión y que eran ellos los que debían decidir por ella, así que les propuso juntar su dinero e invertirlo para generar ganancias y dejar al azar quién se quedaría con el dinero y con Sarah. Al regresar Sarah del paseo, decide ir con ellos a la ladera y ahí lanzan una moneda para ver quién sería el afortunado. Abel elige cruz y para su suerte, él gana. Eric, molesto y frustrado, le dijo a Abel que si no presentaba los documentos necesarios para casarse con ella a más tardar el 22 de marzo del siguiente año, él presentaría los suyos. Sarah aceptó y programó la boda para su cumpleaños, el 11 de abril.
Abel partió esa misma tarde para Bristol y embarcó el “Star of the Sea”, rumbo a Pahang para invertir todo el dinero, en un negocio de juguetes baratos. Mientras iba pasando el tiempo, Sarah se comenzaba a preocupar al no saber nada de Abel, ya que solo había recibido una carta suya. En cambio, Eric pretendía a Sarah, deseando convertirse en su esposo. Llegó el 22 de marzo y no hubo noticias de Abel, así que para el 25, Eric ya había presentado todos los documentos para casarse con Sarah, pero ella seguía manteniendo la esperanza de que Abel regresara antes de la boda. Eric seguía con los preparativos de la boda, mientras el tiempo seguía avanzando. El día 29 se leyeron las amonestaciones y las intenciones de Eric se hicieron más fuertes, mientras los temores de Sarah aumentaban. La posibilidad de que Eric se convirtiera en su esposo era cada vez más real. Sarah comenzó a hacer el vestido de novia para la boda y cada vez que Eric pasaba por su casa, la observaba, imaginándose que al fin la convertiría en su esposa. Una semana antes de la boda Eric pasó por la casa de Sarah y le dijo que ya era casi su esposa. Ella respondió que no se ilusionara, ya que todavía le quedaba una semana a Abel para regresar. Eric furioso se fue y cerró de golpe la puerta. Este incidente afectó a Sarah de gran manera, ya que revivieron sus temores y lloró por un momento. Salió a dar un paseo por el sendero que daba al peñasco, y en la punta, vio a un grupo de hombres discutir sobre el clima. Uno de ellos, un anciano, pronosticaba una gran tormenta. Las predicciones del hombre no pudieron ser más certeras pues justo esa noche, cuando comenzaba a oscurecer, una enorme tormenta se desató. Las olas golpeaban con fuerza y furia el gran peñasco. La gente se juntó en la cima y justo en ese momento, a lo lejos en el mar, se observó una pequeña luz que daba aviso de una embarcación. Los guardacostas observaron con un catalejo y vieron que se trataba del Lovely Alice, un pequeño barco que comerciaba entre Bristol y Penzance. Lanzaron bengalas para iluminar un poco su camino a tierra, pero ningún esfuerzo iba a evitar lo que era evidente. El Lovely Alice se estrelló con gran fuerza. Eric se encontraba entre todas estas personas y decidió bajar con una cuerda a ver si había algún sobreviviente. Pese a las advertencias de todos, bajó con precaución y temor. Cuando estuvo abajo, logró escuchar unos pequeños murmullos que provenían de una de las cuevas, arrojó la cuerda y le pidió al sujeto que se la atara a la cintura. Lo jaló y comenzó a subir por las rocas, pero justo en ese momento un destello de luz, reveló la cara del rescatado. Era Abel Behenna. En ese justo instante, la ira se apoderó de Eric. Dio un paso hacia atrás y la cuerda se resbaló de sus manos, dejando caer al hombre que alguna vez lo salvó en circunstancias similares. Al regresar a la superficie, los otros hombres le preguntaron si había logrado rescatar a alguien. Él lo negó.
La semana siguió con normalidad y llegó el día 11 de abril. Eric llegó a la Iglesia y tomó fuertemente de la mano a Sarah. Contrajeron matrimonio enfrente de varios testigos. Cuando terminó la ceremonia, se tomaron de la mano y salieron de la Iglesia. El camino que salía de la Iglesia daba a la puerta trasera de la casa de Eric. Cuando la pareja llegó, se escuchó un grito de Sarah. La multitud que los seguía corría a ver qué había pasado y los encontró petrificados. La marea había puesto el cuerpo desnudo de Abel con la cuerda enrollada a su cintura justo en la puerta de Eric, con su mano extendida hacia Sarah como si esperara estrecharla con la suya.